# Témime Lahzami
Témime Lahzami (Hammam-Lif, Protectorado francés de Túnez, 1 de enero de 1949) es un exfutbolista de Túnez que jugaba en la posición de extremo.

## Carrera

### Club
| Periodo   | Club                | Apariciones | Goles |
| --------- | ------------------- | ----------- | ----- |
| 1967-1970 | CS Hammam-Lif       | 77          | 10    |
| 1970–1979 | Espérance ST        | 204         | 79    |
| 1979–1981 | Olympique Marseille | 35          | 6     |
| 1981–1982 | Ittihad FC          | 22          | 7     |
| 1982–1984 | CS Hammam-Lif       | 54          | 18    |

### Selección nacional
Jugó para Túnez en 69 ocasiones de 1977 a 1981 y anotó 12 goles; participó en la Copa Mundial de Fútbol de 1978, los Juegos Mediterráneos de 1975 y la Copa Africana de Naciones 1978.

## Logros
- Liga Profesional Saudí (1): 1981/82
- CLP-1 (2): 1975, 1976
- Copa de Túnez (1): 1979
- Critérium Hamda Laouani (1): 1978